# زینگوئیما

زینگوئیما شهری در شهرستان کونگوسی در استان بام در بورکینافاسوی شمالی است و جمعیت آن ۷۲۳ نفر است.